# Campodorus epachthoides
Campodorus epachthoides är en stekelart som först beskrevs av Heinrich 1952.  Campodorus epachthoides ingår i släktet Campodorus och familjen brokparasitsteklar. Inga underarter finns listade.